# FIA ETCR
FIA ETCR, inicialmente Pure ETCR, es un campeonato de automovilismo de automóviles de turismo eléctricos disputado por primera vez en 2021. Fue anunciado antes del Salón del Automóvil de Ginebra 2018 por el promotor de TCR WSC Ltd. Tres marcas de alto rendimiento, SEAT CUPRA, Hyundai, Alfa Romeo, participan en la temporada inaugural, y utilizan neumáticos Goodyear.

## Historia

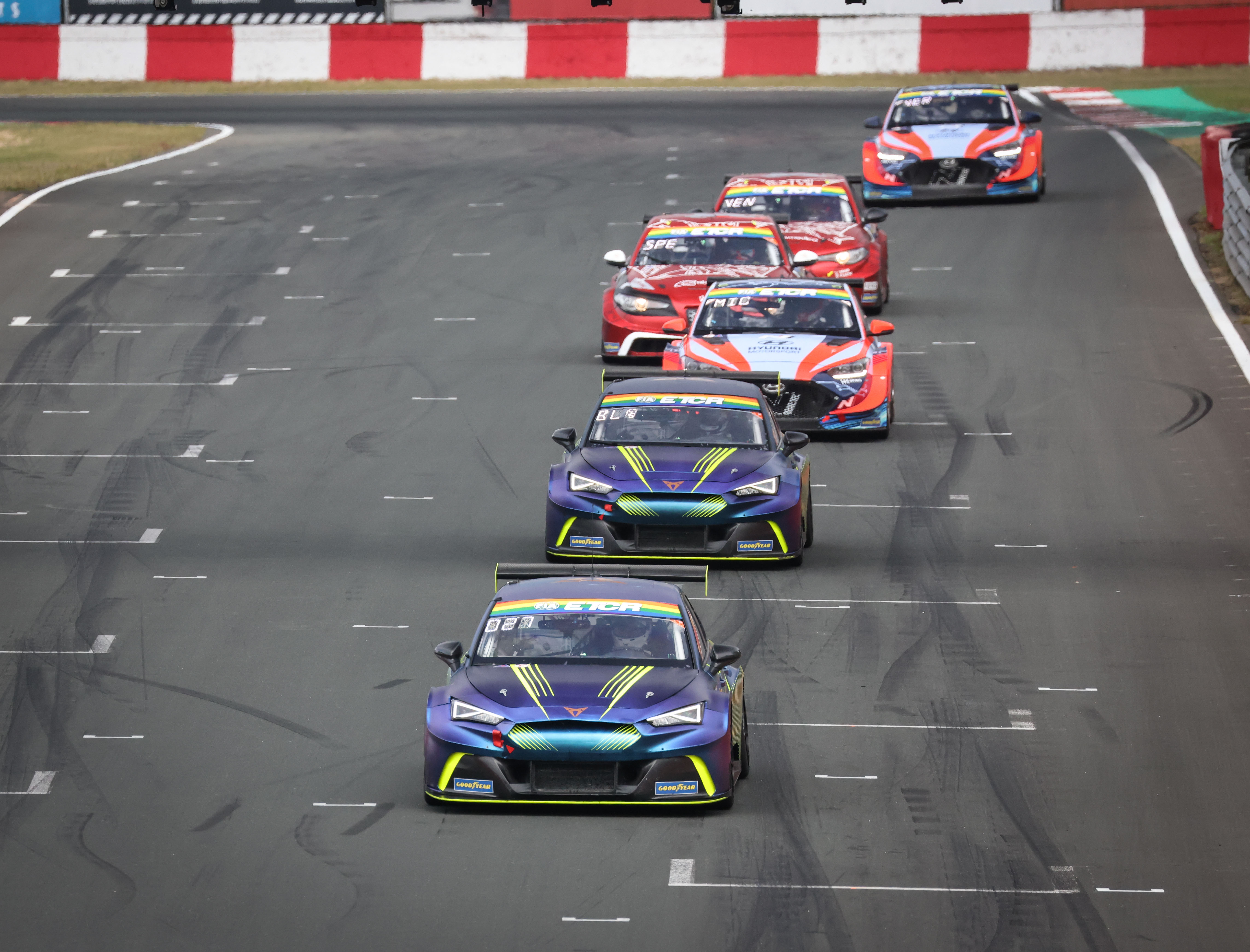

En febrero de 2020, se presentó un calendario de eventos de demostración para ese mismo año. Sin embargo, debido a la pandemia de COVID-19, el desarrollo y las pruebas se retrasaron varios meses, lo que hizo que el plan original no fuera viable. El evento de lanzamiento oficial de la serie finalmente tuvo lugar el 9 de octubre en Copenhague. Una demostración de Hyundai se llevó a cabo durante el evento WTCR en MotorLand Aragón el 13 de noviembre de 2020.
El calendario de la temporada inaugural se anunció en febrero de 2021. La primera competencia de Pure ETCR comenzó del 18 al 20 de junio en el Autódromo de Vallelunga en Italia, al que le seguirán tres carreras más en Europa y una carrera final en Corea del Sur.
En 2022, la serie obtuvo el estatus de Copa Mundial FIA y los conductores y fabricantes compiten por la Copa Mundial de Automóviles de Turismo Eléctricos de la FIA.

## Campeones
| Año  | Piloto                                     | Equipo                   | Ref.  |
| ---- | ------------------------------------------ | ------------------------ | ----- |
| 2021 | Mattias Ekström (Cupra X Zengő Motorsport) | Cupra X Zengő Motorsport | [ 8 ] |
| 2022 | Adrien Tambay (Cupra EKS)                  | Cupra EKS                | [ 9 ] |

## Marcas y modelos
Los automóviles ETCR utilizan sistemas de propulsión específicos suministrados por los organizadores de la serie y los fabricantes utilizan sus propios diseños y chasis de automóviles. El kit común incluye motores, inversor, batería, ECU y sistema de refrigeración. El automóvil tiene dos motores eléctricos en el eje trasero, que producen 500 kW.
Cuatro fabricantes han declarado públicamente su participación en la competición, y se ha explicado que hay compromisos de dos fabricantes de automóviles más que siguen cubiertos por acuerdos de no divulgación.
| Marca      | Modelo                  | Desarrollador      | Debut |
| ---------- | ----------------------- | ------------------ | ----- |
| Alfa Romeo | Alfa Romeo Giulia       | Romeo Ferraris     | 2021  |
| Cupra      | Cupra e-Racer           | Cupra Racing       | 2021  |
| Hyundai    | Hyundai Veloster N ETCR | Hyundai Motorsport | 2021  |